# Paracsikia
Paracsikia là một chi bọ cánh cứng trong họ 
Elateridae.
Chi này được miêu tả khoa học năm 1991 bởi Schimmel & Platia.

## Các loài
Các loài trong chi này gồm:
- Paracsikia brunnea Schimmel & Platia, 1991
- Paracsikia indica (Fleutiaux, 1916)
- Paracsikia minima (Schimmel & Platia, 1991)
- Paracsikia nigerrima Schimmel & Platia, 1991
- Paracsikia parvula Schimmel & Platia, 1991
- Paracsikia schmidti Schimmel, 1995
- Paracsikia sulphurea Schimmel, 2002